# Cornelis Engebrechtsz
Cornelis Engebrechtsz, född omkring 1468 i Leiden, död 1527 i Leiden, var en nederländsk konstnär, verksam i Leiden. Efternamnet stavas också "Engebrechtsz." med en avslutande punkt.
Efter läroår i Bryssel var Engelbrechtsz verksam i Leiden. Engebrechtsz var själv lärare för Lucas van Leiden och var därigenom föregångare till det egentliga nederländska måleriets grundläggare. Med sina altartavlor framstår han som en förmedlare mellan gotik och renässans. Utmärkande för dem är långsträckta figurer och brutna färger i förening med en uttrycksladdad realism hos figurerna och stämningsbärande bakgrundslandskap. Han bevarade bättre än andra från de norra nederländska provinserna under 1400-talet den nationella särprägeln i sina verk: intimiteten, det vardagsmässiga och de intagande landskapen. Influenser från renässansens märks till exempel i den ljusa nästan grälla färggivningen. 
Till hans främsta verk hör Begråtelsealtaret (1508) och Korsfästelsealtaret (1512, båda i Museum de Lakenhal(en) i Leiden). I Dresden fanns före andra världskriget en rundbild med den helige Antonius frestelse av honom. Nationalmuseum har en korsfästelsescen som räknas till hans skola.

## Bildgalleri

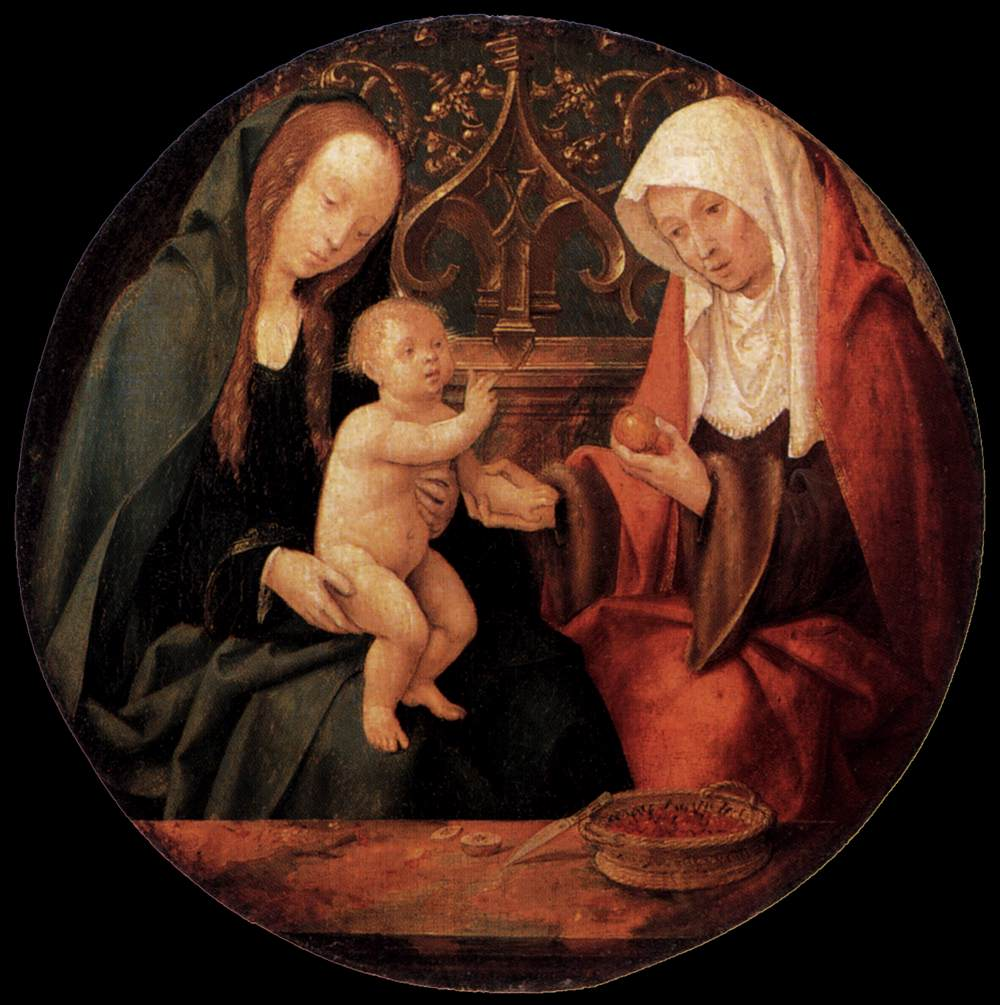
Jungfru Maria och Jesusbarnet med sankta Anna (cirka 1500), Gemäldegalerie.
Begråtelsealtaret (1508), Museum De Lakenhal.
Korsfästelsen (cirka 1520), Nationalmuseum.